# واکسن زنده

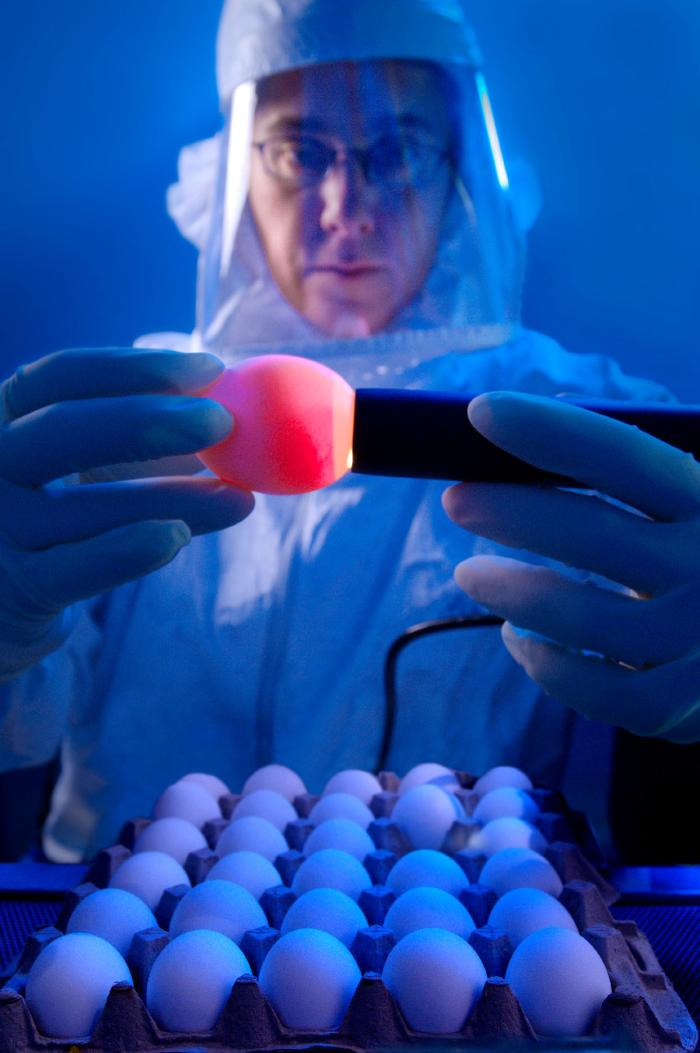
واکسن زنده موجودیتی است که به بدن انسان تزریق می‌شود تا سیستم ایمنی بدن به آن عادت کند و برای مقابله با بیماری‌ها آماده شود. این واکسن‌ها می‌توانند از ویروس‌ها یا باکتری‌ها تهیه شده و حاوی آنتی‌ژن‌هایی باشند که بدن را به تولید آنتی‌بادی‌ها تحریک می‌کنند. این روش، به بدن امکان می‌دهد که بیماری را شناسایی کرده و به آن واکنش دهد

واکسن زنده به واکسنی گفته می‌شود که با روش کاهش شدت بیماری‌زایی و ناتوان کردن پاتوژن (عامل بیماری‌زا) بیماری‌زا به دست می‌آید و بنابراین پاتوژن به صورت زنده در آن وجود دارد. این نوع واکسن‌ها در مقابل واکسن‌های نوترکیب یا واکسن‌های غیرفعال قرار دارند که در آن‌ها پاتوژن زنده وجود ندارد و فقط آنتی‌ژن‌های سطحی پاتوژن جهت تحریک سیستم ایمنی استفاده می‌شوند.

## نمونه‌ها
- بیماریهای ویروسی مانند واکسن اوریون، واکسن سرخک ، سرخجه ، آنفلوانزا ، آبله مرغان ، فلج اطفال خوراکی ، تب زرد و هاری
- بیماریهای باکتریایی مانند سل (BCG) ، تیفوئید و تیفوس اپیدمیک

## معایب
- جهش‌های ثانویه ممکن است منجر به ایجاد انواع جدید پاتوژن بیماری‌زا شوند.[۱]